# Cruz Palenque
Cruz Palenque är en ort i Mexiko.   Den ligger i kommunen Tila och delstaten Chiapas, i den sydöstra delen av landet, 700 km öster om huvudstaden Mexico City. Cruz Palenque ligger 68 meter över havet och antalet invånare är 259.
Terrängen runt Cruz Palenque är huvudsakligen kuperad, men åt sydost är den platt. Runt Cruz Palenque är det ganska glesbefolkat, med 38 invånare per kvadratkilometer. Närmaste större samhälle är Tila, 19,8 km söder om Cruz Palenque. Trakten runt Cruz Palenque består till största delen av jordbruksmark.